# 施政論壇
《施政論壇》（英語：Policy Address Forum），是由香港多間電子傳媒聯合製作的現場直播節目，讓行政長官可向市民闡述新一份施政報告的內容，傳媒亦可就施政報告的內容向行政長官作出提問。論壇於每年施政報告發表當日晚上於政府總部直播，並由各台代表輪流擔任主持，早年更會邀請學者作嘉賓。節目全長一小時，並分為四節播放。

## 節目歷史
1997年香港主權移交後，各界均注視時任行政長官董建華首份施政報告，各台遂邀請董建華接受專訪。董因要逐一出席各電視台獨家訪問，感到過於吃力。有見及此，政府新聞處翌年經協調後，改為安排各電視台聯手合辦論壇，由各台派記者出席論壇向特首發問。
| 年度           | 播出日期       | 主持            | 嘉賓 | 傳媒代表                                                                        |
| -------------- | -------------- | --------------- | --- | ------------------------------------------------------------------------------- |
| 1998年         | 1998年10月7日  | 李錦洪          | 董建華（行政長官）、 廖柏偉（中大經濟學講座教授）、 何喜華                                                            | 潘福炎（有線）、邱喜耀（亞視）、黃淑明（無綫）                                  |
| 1999年         | 1999年10月6日  |                 | 董建華（行政長官） |                                                                                 |
| 2000年         | 2000年10月11日 |                 | 董建華（行政長官） |                                                                                 |
| 2001年         | 2001年10月10日 |                 | 董建華（行政長官） |                                                                                 |
| 2003年         | 2003年1月9日   | 徐忠明（無綫）  | 董建華（行政長官）、 陳坤耀（嶺南大學校長）、 翁以登（香港總商會總裁）、 周永新（香港大學社會工作及社會行政學系教授） |                                                                                 |
| 2004年         | 政府取消製作   | 政府取消製作    | 政府取消製作 | 政府取消製作                                                                    |
| 2005年         | 政府取消製作   | 政府取消製作    | 政府取消製作 | 政府取消製作                                                                    |
| 2005年至2006年 | 政府取消製作   | 政府取消製作    | 政府取消製作 | 政府取消製作                                                                    |
| 2006年至2007年 | 政府取消製作   | 政府取消製作    | 政府取消製作 | 政府取消製作                                                                    |
| 2007年至2008年 | 政府取消製作   | 政府取消製作    | 政府取消製作 | 政府取消製作                                                                    |
| 2008年至2009年 | 2008年10月15日 | 徐佩瑩（有線）  | 曾蔭權（行政長官）、 李彭廣（嶺大公共管治研究部主任）、 雷鼎鳴（科大經濟學系教授）                                    | 馮兆寧（亞視）、鄭麗矜（NowTV）、許方輝（無綫）                                 |
| 2009年至2010年 | 2009年10月14日 | 許方輝（無綫）  | 曾蔭權（行政長官）、 雷鼎鳴（科大經濟學系教授）、 鄧特抗（港大政治與公共行政學系教授）                                | 鄭麗矜（NowTV）、徐月娥（亞視）、林妙茵（有線）                                 |
| 2010年至2011年 | 2010年10月13日 | 林妙茵（有線）  | 曾蔭權（行政長官）、 張仁良（浸大工商管理學院院長）、 鄧特抗（港大政治與公共行政學系教授）                            | 徐月娥（亞視）、方東昇（無綫）、吳志賡（NowTV）                                 |
| 2011年至2012年 | 2011年10月12日 | 許方輝（無綫）  | 曾蔭權（行政長官）、 施永青（中原地產董事）、 張仁良（浸大工商管理學院院長）                                          | 黃雅宇（亞視）、吳志賡（NowTV）、林妙茵（有線）                                 |
| 2013年         | 2013年1月16日  | 羅振邦（鳳凰）  | 梁振英（行政長官） | 林妙茵（有線）、吳秀華（亞視）、吳志賡（NowTV）、何文雯（無綫）                 |
| 2014年         | 2014年1月15日  | 林雅惠（亞視）  | 梁振英（行政長官） | 何文雯（無綫）、林妙茵（有線）、羅振邦（鳳凰）、吳志賡（NowTV）                 |
| 2015年         | 2015年1月14日  | 許方輝（無綫）  | 梁振英（行政長官） | 何戎笙（亞視）、黃曉盈（有線）、戴祖而（NowTV）、蘇敬恆（港台）、卓麗雯（鳳凰） |
| 2016年         | 2016年1月13日  | 卓麗雯（鳳凰）  | 梁振英（行政長官） | 陳嘉欣（無綫）、何戎笙（亞視）、戴祖而（NowTV）、林昭儀（港台）、黃曉盈（有線） |
| 2017年         | 2017年1月18日  | 李臻（NowTV）   | 梁振英（行政長官） | 卓麗雯（鳳凰）、黃曉盈（有線）、陳嘉欣（無綫）、汪溟曦（港台）                  |
| 2017年         | 2017年10月11日 | 李俊傑（港台）  | 林鄭月娥（行政長官）                                                                                                  | 卓麗雯（鳳凰）、吳志賡（NowTV）、鄭穎瑩（有線）、陳嘉欣（無綫）                 |
| 2018年         | 2018年10月10日 | 王春媚（有線）  | 林鄭月娥（行政長官）                                                                                                  | 廖康如（NowTV）、張家灝（無綫）、卓麗雯（鳳凰）、汪溟曦（港台）                 |
| 2019年         | 政府取消製作   | 政府取消製作    | 政府取消製作 | 政府取消製作                                                                    |
| 2020年         | 2020年11月25日 | 李卓謙（無綫）  | 林鄭月娥（行政長官）                                                                                                  | 陳亮均（港台）、卓麗雯（鳳凰）、于雋（NowTV）、黃浩賢（有線）                       |
| 2021年         | 2021年10月6日  | 卓麗雯（鳳凰）  | 林鄭月娥（行政長官）                                                                                                  | 李卓謙（無綫）、潘耀昇（有線）、鍾慧儀（港台）、朱慕霞（NowTV）                 |
| 2022年         | 2022年10月19日 | 廖康如（NowTV） | 李家超（行政長官） | 劉俊鈺（無綫）、潘耀昇（有線）、汪溟曦（港台）、黃迪瑋（鳳凰）                  |
| 2023年         | 2023年10月25日 | 何宛兒（有線）  | 李家超（行政長官） | 仇志榮（港台）、羅家晴（NowTV）、黃迪瑋（鳳凰）、劉俊鈺（無綫）                 |
| 2024年         | 2024年10月16日 | 王凱晴（NowTV） | 李家超（行政長官） | 林家萍（港台）、何宛兒（有線）、李匡民（鳳凰）、劉俊鈺（無綫）                  |

## 直播頻道
| 電視 - 無綫電視無綫新聞台 - 香港電視娛樂ViuTV - Now寬頻電視now新聞台、now直播台 - 港台電視港台電視31、港台電視32 - 奇妙電視HOY TV、HOY資訊台 - 鳳凰衛視香港台、資訊台 | 電台 - 香港電台第一台 |

## 過往直播頻道
- 無綫電視高清翡翠台（已停播）（2008-2016年）
- 亞洲電視本港台（已停播）（1998-2016年）
- 無綫電視翡翠台（1998-2017年）
- myTV SUPER直播新聞台（已停播）（2006-2017年）
- 港台電視港台電視31A（已停播）（2016-2020年）
- 無綫電視無綫財經·資訊台（已停播）（2018-2021年）
- 有線電視有線電視直播新聞台（已停播）（2008-2022年）

## 爭議

### 亞視記者質問梁振英遭清算
2013年，亞洲電視時任副採訪主任吳秀華代表亞視出席論壇，向行政長官梁振英提問時指出新一份施政報告內容與董建華年代的政策方針大同小異，質疑他有何能力解決十多年來的問題，並要求他向港人給予清晰的指標和承諾。事後吳秀華據報被「梁粉」投訴言詞尖酸刻薄，亞視新聞部高層遂禁止她採訪有關政府事務的活動，更臨時改派鄧駿暉出席2月的財政預算案論壇。

### 港台參與製作
2014年，香港電台欲參與製作施政報告論壇，但遭到無綫和有線反對。無綫指港台一直沒參與論壇製作，有線稱擔心官媒參與使論壇變質。港台高級監製謝志峰指，港台的數碼頻道涵蓋全港75%地區，已是一間正式電視台，難以理解其他電視台為何拒絕。

### 2019年停辦
2019年6月起，香港陷入反送中政治風波，政府以發表施政報告當天添馬政府總部周邊情況存在不確定性為由，取消該年的電視及電台論壇。